# Kabinett Tanaka I
| Amt | Name                                                      | Partei  | Faktion         |
| --- | --------------------------------------------------------- | ------- | --------------- |
| Premierminister | Tanaka Kakuei                                             | LDP     | (Tanaka)        |
| Stellvertretender Premierminister, Staatsminister ab 29. August 1972                                                                                        | Miki Takeo                                                | LDP     | Miki            |
| Justizminister | Kōri Yūichi                                               | LDP     | Tanaka          |
| Außenminister | Ōhira Masayoshi                                           | LDP     | Ōhira           |
| Finanzminister | Ueki Kōshirō                                              | LDP     | Tanaka          |
| Bildungsminister | Inaba Osamu                                               | LDP     | Nakasone        |
| Gesundheits- und Sozialminister | Shiomi Shunji                                             | LDP     | Ōhira           |
| Minister für Landwirtschaft und Forsten | Adachi Tokurō                                             | LDP     | Tanaka          |
| Minister für Internationalen Handel und Industrie Leiter der Behörde für Wissenschaft und Technologie                                                       | Nakasone Yasuhiro                                         | LDP     | Nakasone        |
| Verkehrsminister | Sasaki Hideyo                                             | LDP     | Ōhira           |
| Postminister | Tanaka Kakuei kommissarisch Miike Makoto ab 12. Juli 1972 | LDP LDP | (Tanaka) Fukuda |
| Arbeitsminister | Tamura Hajime                                             | LDP     | Mizuta          |
| Bauminister Vorsitzender der Nationalen Kommission für Öffentliche Sicherheit Leiter der Entwicklungskommissionen für Kinki, Chūbu und die Hauptstadtregion | Kimura Takeo                                              | LDP     | Tanaka          |
| Innenminister Leiter der Behörde für die Entwicklung Hokkaidōs                                                                                              | Fukuda Hajime                                             | LDP     | Funada          |
| Chefkabinettssekretär | Nikaidō Susumu                                            | LDP     | Tanaka          |
| Leiter des Amts des Premierministers Leiter der Behörde für die Entwicklung Okinawas                                                                        | Honna Takeshi                                             | LDP     | Miki            |
| Leiter der Behörde für Verwaltungsaufsicht | Hamano Seigo                                              | LDP     | Shiina          |
| Leiter der Verteidigungsbehörde | Masuhara Keikichi                                         | LDP     | —               |
| Leiter des Wirtschaftsplanungsamts | Tanaka Kaukei kommissarisch Arita Kiichi ab 12. Juli 1972 | LDP LDP | (Tanaka) Fukuda |
| Leiter der Umweltbehörde | Koyama Osanori                                            | LDP     | Ōhira           |

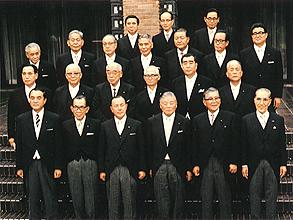
Mitglieder des 1. Kabinett Tanaka, 1972

Anmerkung: Der Parteivorsitzende und Premierminister gehört während seiner Amtszeit offiziell keiner Faktion an.